# ماری کری (بازیگر پورنوگرافی)
ماری کری (انگلیسی: Mary Carey؛ زاده ۱۵ ژوئن ۱۹۸۰) یک بازیگر پورنوگرافی اهل ایالات متحده آمریکا است.